# 港村 (三重県)
港村（みなとむら）は三重県飯南郡にあった村。現在の松阪市中心部の北方、伊勢湾の沿岸、概ね阪内川の河口左岸にあたる。

## 地理
- 海洋：伊勢湾
- 河川：阪内川

## 歴史
- 1889年（明治22年）4月1日 - 町村制の施行により、飯高郡大口村・高町屋村・郷津村・石津村・荒木村・大塚村・久保田村・新松ヶ島村・町平尾村・大平尾村・猟師村および鎌田村の大部分・松坂城下の一部（松坂本町・松坂西町の各一部）の区域をもって港村が成立。
- 1896年（明治29年）4月1日 - 所属郡が飯南郡に変更。
- 1924年（大正13年）4月1日 - 大字鎌田・松阪・石津・荒木・郷津・高町屋・大口（概ね阪内川の右岸）を松阪町に編入。
- 1954年（昭和29年）10月15日 - 松阪市に編入。同日港村廃止。

## 地域

### 教育
- 港村立港小学校

## 交通

### 鉄道路線
村域を日本国有鉄道の参宮線（現・紀勢本線）および近鉄山田線が通過したが、駅は所在しなかった。